# Andrew Nicholson (łyżwiarz)
Andrew Thomas Nicholson (ur. 12 lipca 1970 w Auckland) – nowozelandzki łyżwiarz szybki, specjalizujący się w short tracku, olimpijczyk.
Trzykrotnie wystąpił w zimowych igrzyskach olimpijskich. W Albertville, w debiucie short tracku na tej imprezie, wraz z bratem Chrisem, Michaelem McMillenem i Tonym Smithem zajął czwarte miejsce w sztafecie 5000 m. W 1994 roku złożona z tych samych zawodników drużyna nie awansując do finału zajęła ostatecznie ósme miejsce, indywidualnie zaś Nicholson zajął miejsce 28. na 500 m i 27. na dystansie dwukrotnie dłuższym. W Nagano wystąpił natomiast w zawodach klasycznego łyżwiarstwa szybkiego na dystansach 1000 i 1500 metrów zajmując odpowiednio 35. i 40. miejsce.
Bez sukcesów uczestniczył w mistrzostwach świata w wieloboju w 1995, 1996, 1997 i 1998 oraz w wieloboju sprinterskim w 1997.
Były wielokrotny rekordzista kraju w łyżwiarstwie, zarówno w kategoriach juniorskich, jak i seniorskich.